# Reinventing the Steel
Reinventing the Steel é o nono e último álbum de estúdio editado pela banda Pantera, lançado em 2000. A canção "Revolution Is My Name" recebeu nomação para o Grammy Award por Melhor Performance de Metal em 2001.
A maioria das letras do álbum fala de aspectos relacionados à própria banda, como em "We'll Grind That Axe for a Long Time" (onde os membros da banda contam como permaneceram "verdadeiros" ao longo dos anos, enquanto muitos de seus companheiros se venderam pela fama) e "I'll Cast a Shadow" (sobre a influência do Pantera no gênero). Também há canções sobre os fãs, como "Goddamn Electric" (que menciona duas influências da banda, Black Sabbath e Slayer) e "You've Got to Belong to It". A banda dedicou Reinventing the Steel aos fãs, que eram vistos por eles como seus irmãos.
| Críticas profissionais                                                      | Críticas profissionais |
| Avaliações da crítica                                                       | Avaliações da crítica  |
| Fonte                                                                       | Avaliação              |
| --------------------------------------------------------------------------- | ---------------------- |
| Allmusic                                                                    | [ 1 ]                  |
| Rolling Stone                                                               | [ 2 ]                  |
| Esta tabela precisa de ser acompanhada por texto em prosa. Consulte o guia. |                        |

## Faixas
Todas as faixas compostas por Pantera.
| N.º            | Título                                 | Duração |  |
| 1.             | "Hellbound"                            | 2:41    |  |
| 2.             | "Goddamn Electric"                     | 4:58    |  |
| 3.             | "Yesterday Don't Mean Shit"            | 4:19    |  |
| 4.             | "You've Got to Belong to It"           | 4:13    |  |
| 5.             | "Revolution Is My Name"                | 5:19    |  |
| 6.             | "Death Rattle"                         | 3:17    |  |
| 7.             | "We'll Grind That Axe for a Long Time" | 3:44    |  |
| 8.             | "Uplift"                               | 3:45    |  |
| 9.             | "It Makes Them Disappear"              | 6:22    |  |
| 10.            | "I'll Cast a Shadow"                   | 5:22    |  |
| Duração total: | Duração total:                         | 44:00   |  |

## Créditos
- Phil Anselmo – Vocal
- Dimebag Darrell – Guitarra
- Rex Brown – Baixo
- Vinnie Paul – Bateria